# Rhizophyllidaceae
Famille
Les Rhizophyllidaceae sont une famille d’algues rouges de l’ordre des Gigartinales.

## Liste des genres
Selon AlgaeBase (11 octobre 2020) :
- genre Chondrococcus Kütz.
- genre Contarinia Zanardini
- genre Nesophila W.A.Nelson & N.M.Adams
- genre Ochtodes J.Agardh
- genre Portieria Zanardini
- genre Rhizophyllis Kütz.

Selon Catalogue of Life (11 octobre 2020) :
- genre Chondrococcus
- genre Desmsia
- genre Nesophila
- genre Ochtodes
- genre Portieria
- genre Spongiocarpus

Selon World Register of Marine Species (11 octobre 2020) :
- genre Contarinia Zanardini, 1843
- genre Nesophila W.A.Nelson & N.M.Adams, 1993
- genre Ochtodes J.Agardh, 1872
- genre Portieria Zanardini, 1851